# Trite urvillei
Trite urvillei är en spindelart som först beskrevs av Raymond Comte de Dalmas 1917.  Trite urvillei ingår i släktet Trite och familjen hoppspindlar. Inga underarter finns listade i Catalogue of Life.